# Superliga Austríaca de Basquetebol de 2020–21
A Temporada da Liga Austríaca de Basquetebol de 2020-21, oficialmente Bet-at-Home Basketball Superliga por razões de patrocinadores, foi a 74ª edição da competição de primeiro nível do basquetebol masculino na Áustria.

## Clubes participantes
| Clube                        | Cidade         | Arena                     | Capacidade |
| ---------------------------- | -------------- | ------------------------- | ---------- |
| Arkadia Traiskirchen Lions   | Traiskirchen   | Lions Dome                | 1 200      |
| BC GGMT Vienna               | Viena          | Wiener Stadthalle B       | 1 000      |
| BK IMMOunited Dukes          | Klosterneuburg | Happyland Klosterneuburg  | 1 000      |
| Kapfenberg Bulls             | Kapfenberg     | Sporthalle Walfersam      | 1 000      |
| Raffeisen Flyers Wels        | Wels           | Raiffeisen Arena          | 1 700      |
| SKN St. Pölten Basketball    | Sankt Pölten   | Sport Zentrum             | 1 000      |
| Swans Gmunden                | Gmunden        | Volksbank Arena           | 2 200      |
| UBSC Raiffeisen Graz         | Graz           | Raiffeisen Sportpark Graz | 3 000      |
| UNGER STEEL Gunners Oberwart | Oberwart       | Sporthalle Oberwart       | 1 700      |
| Vienna DC Timberwolves       | Viena          | Wiener Stadthalle B       | 1 000      |

## Tabela

### Rodadas 1 a 22
| ↓ Casa\Visitante →           | TRA     | VIE     | DUK    | KAP   | WEL     | STP   | GMU   | GRZ   | OBE   | WOL    |
| ---------------------------- | ------- | ------- | ------ | ----- | ------- | ----- | ----- | ----- | ----- | ------ |
| Arkadia Traiskirchen Lions   |         | 77-89   | 83-90  | 71-65 | 69-80   | 81-84 | 81-96 | 84-90 | 71-80 | 89-78  |
| BC GGMT Vienna               | 104-101 |         | 76-87  | 67-70 | 91-101  | 81-71 | 79-67 | 90-86 | 71-85 | 110-65 |
| BK IMMOunited Dukes          | 91-81   | 69-60   |        | 64-74 | 94-90   | 92-62 | 84-97 | 97-91 | 60-75 | 110-76 |
| Kapfenberg Bulls             | 91-60   | 89-96   | 77-72  |       | 88-84   | 86-87 | 82-68 | 62-65 | 83-74 | 80-62  |
| Raffeisen Flyers Wels        | 107-82  | 72-90   | 87-69  | 56-79 |         | 83-85 | 86-79 | 91-85 | 81-73 | 89-73  |
| SKN St. Pölten Basketball    | 91-75   | 75-73   | 91-86  | 53-72 | 81-82   |       | 82-71 | 84-93 | 81-80 | 103-63 |
| Swans Gmunden                | 100-63  | 82-67   | 68-75  | 90-72 | 92-75   | 77-74 |       | 78-76 | 87-73 | 101-65 |
| UBSC Raiffeisen Graz         | 90-102  | 110-109 | 95-104 | 68-89 | 105-100 | 93-59 | 87-88 |       | 70-72 | 88-76  |
| UNGER STEEL Gunners Oberwart | 71-60   | 95-80   | 70-67  | 66-73 | 88-90   | 78-71 | 87-65 | 89-98 |       | 83-71  |
| Vienna DC Timberwolves       | 78-70   | 65-91   | 52-87  | 54-77 | 95-86   | 71-75 | 55-94 | 83-92 | 77-70 |        |

## Segunda fase

### Grupo A
| Pos | Equipe                       | J  | V  | D  | Pts | P+ / P-   | SP  |     | C/V   | DUK   | BUL   | WEL   | STP   | GMU   | OBE |
| --- | ---------------------------- | -- | -- | -- | --- | --------- | --- | --- | ----- | ----- | ----- | ----- | ----- | ----- | --- |
| 1   | Swans Gmunden                | 28 | 21 | 7  | 30  | 2374/2175 | 199 | DUK |       | 64-77 | 86-88 | 73-77 | 86-84 | 77-61 |     |
| 2   | Kapfenberg Bulls             | 28 | 19 | 9  | 25  | 2199/2019 | 180 | BUL | 83-70 |       | 76-82 | 72-64 | 72-81 | 89-97 |     |
| 3   | BK IMMOunited Dukes          | 28 | 16 | 12 | 21  | 2273/2177 | 96  | WEL | 68-71 | 70-77 |       | 72-77 | 92-98 | 79-75 |     |
| 4   | UNGER STEEL Gunners Oberwart | 28 | 14 | 14 | 18  | 2229/2186 | 43  | STP | 81-88 | 65-84 | 79-64 |       | 76-81 | 67-70 |     |
| 5   | SKN St. Pölten Basketball    | 28 | 13 | 15 | 16  | 2153/2212 | -59 | GMU | 81-79 | 82-70 | 93-88 | 82-72 |       | 96-82 |     |
| 6   | Raffeisen Flyers Wels        | 28 | 13 | 15 | 16  | 2312/2342 | -30 | OBE | 72-81 | 87-90 | 92-69 | 89-86 | 95-96 |       |     |

### Grupo B
| Pos | Equipe                     | J  | V  | D  | Pts | P+ / P-   | SP   | Classificação                  |     | C/V   | LIO   | VIE    | GRZ    | WOL |
| --- | -------------------------- | -- | -- | -- | --- | --------- | ---- | ------------------------------ | --- | ----- | ----- | ------ | ------ | --- |
| 1   | BC GGMT Vienna             | 24 | 15 | 9  | 21  | 2049/1851 | 198  | Classificados para os Playoffs | LIO |       | 61-66 | 72-91  | 92-69  |     |
| 2   | UBSC Raiffeisen Graz       | 24 | 13 | 11 | 17  | 2108/2063 | 45   | Classificados para os Playoffs | VIE | 85-56 |       | 101-68 | 94-57  |     |
| 3   | Vienna DC Timberwolves     | 24 | 4  | 20 | 5   | 1714/2137 | -423 | Repescagem                     | GRZ | 91-74 | 74-85 |        | 105-96 |     |
| 4   | Arkadia Traiskirchen Lions | 24 | 4  | 20 | 5   | 1815/2064 | -249 | Repescagem                     | WOL | 87-60 | 68-94 | 78-97  |        |     |

## Playoffs
|  | Quartas de final | Quartas de final          | Quartas de final       |                  |   | Semifinais       | Semifinais | Semifinais |  |  | Final | Final         | Final |
|  |                  |                           |                        |                  |   |                  |            |            |  |  |       |               |       |
|  |                  |                           |                        |                  |   |                  |            |            |  |  |       |               |       |
|  | A1               | Swans Gmunden             | 3                      |                  |   |                  |            |            |  |  |       |               |       |
|  | B2               | UBSC Raiffeisen Graz      | 1                      |                  |   |                  |            |            |  |  |       |               |       |
|  | B2               | UBSC Raiffeisen Graz      | 1                      |                  |   | Swans Gmunden    | 3          |            |  |  |       |               |       |
|  |                  |                           |                        |                  |   | Swans Gmunden    | 3          |            |  |  |       |               |       |
|  |                  |                           | Gunners Oberwart       | 1                |   |                  |            |            |  |  |       |               |       |
|  | A4               | Gunners Oberwart          | Gunners Oberwart       | 1                | 3 |                  |            |            |  |  |       |               |       |
|  | A4               | Gunners Oberwart          |                        |                  | 3 |                  |            |            |  |  |       |               |       |
|  | A5               | SKN St. Pölten Basketball | 1                      |                  |   |                  |            |            |  |  |       |               |       |
|  |                  |                           |                        |                  |   |                  |            |            |  |  |       | Swans Gmunden | 3     |
|  |                  |                           |                        | Kapfenberg Bulls | 1 |                  |            |            |  |  |       |               |       |
|  | A2               | Kapfenberg Bulls          | 3                      |                  |   |                  |            |            |  |  |       |               |       |
|  | B1               | BC GGMT Vienna            | 2                      |                  |   |                  |            |            |  |  |       |               |       |
|  | B1               | BC GGMT Vienna            | 2                      |                  |   | Kapfenberg Bulls | 3          |            |  |  |       |               |       |
|  |                  |                           |                        |                  |   | Kapfenberg Bulls | 3          |            |  |  |       |               |       |
|  |                  |                           | Raiffeisen Flyers Wels | 0                |   |                  |            |            |  |  |       |               |       |
|  | A3               | BK IMMOunited Dukes       | Raiffeisen Flyers Wels | 0                | 0 |                  |            |            |  |  |       |               |       |
|  | A3               | BK IMMOunited Dukes       |                        |                  | 0 |                  |            |            |  |  |       |               |       |
|  | A6               | Raiffeisen Flyers Wels    | 3                      |                  |   |                  |            |            |  |  |       |               |       |

#### Quartas de final
| Time 1                       | Série | Time 2                    | 1º Jogo  | 2º Jogo | 3º Jogo | 4º Jogo | 5º Jogo |
| ---------------------------- | ----- | ------------------------- | -------- | ------- | ------- | ------- | ------- |
| Swans Gmunden                | 3- 1  | UBSC Raiffeisen Graz      | 89 - 81  | 94 - 82 | 63 - 77 | 96 - 83 |         |
| UNGER STEEL Gunners Oberwart | 3- 1  | SKN St. Pölten Basketball | 107 - 84 | 86 - 82 | 87 - 90 | 72 - 59 |         |
| Kapfenberg Bulls             | 3 - 2 | BC GGMT Vienna            | 80 - 74  | 80 - 82 | 65 - 64 | 73 - 84 | 96 - 67 |
| BK IMMOunited Dukes          | 1 - 3 | Raffeisen Flyers Wels     | 82 - 95  | 75 - 88 | 85 - 73 | 65 - 92 |         |

#### Semifinal
| Time 1           | Série | Time 2                       | 1º Jogo  | 2º Jogo | 3º Jogo | 4º Jogo | 5º Jogo |
| ---------------- | ----- | ---------------------------- | -------- | ------- | ------- | ------- | ------- |
| Swans Gmunden    | 3 - 1 | UNGER STEEL Gunners Oberwart | 104 - 79 | 86 - 80 | 84 - 90 | 97 - 94 |         |
| Kapfenberg Bulls | 3 - 0 | Raffeisen Flyers Wels        | 85 - 73  | 83 - 74 | 82 - 58 |         |         |

#### Final
| Time 1        | Série | Time 2           | 1º Jogo | 2º Jogo | 3º Jogo  | 4º Jogo | 5º Jogo |
| ------------- | ----- | ---------------- | ------- | ------- | -------- | ------- | ------- |
| Swans Gmunden | 3 - 1 | Kapfenberg Bulls | 80 - 86 | 83 - 65 | 109 - 98 | 90 - 83 |         |

### Premiação
| Bet-at-Home BSL de 2020-21 |
| -------------------------- |
| Swans Gmunden 5º Título    |

## Clubes austríacos em competições internacionais
| Clube                | Competição      | Resultado                                                           |
| -------------------- | --------------- | ------------------------------------------------------------------- |
| Kapfenberg Bulls     | Copa Europeia   | Eliminado na temporada regular (4º colocado no grupo B com 1v e 2d) |
| BK IMMOunited Dukes  | Copa Alpe Ádria | Não disputada                                                       |
| Swans Gmunden        | Copa Alpe Ádria | Não disputada                                                       |
| BC Hallmann Vienna   | Copa Alpe Ádria | Não disputada                                                       |
| UBSC Raiffeisen Graz | Copa Alpe Ádria | Não disputada                                                       |